# 橋岡俊平
橋岡 俊平（はしおか しゅんぺい、改姓名・岡本曠三（おかもと こうぞう）、1911年7月7日 - 1978年8月7日）は、日本の元アマチュアボクシング選手。ベルリンオリンピックバンタム級日本代表。法政大学卒業。大阪府大阪市出身。
1936年、全日本選手権にバンタム級で優勝を収めた。
同年、ベルリンオリンピックにバンタム級の日本代表として出場し、1回戦にポイント勝ちを収め、2回戦でポイント負けとなった。
日本アマチュアボクシング連盟副会長、関西、近畿、大阪府各アマチュアボクシング連盟各会長を務めた。
1978年8月7日、急性肺炎と腎不全のため67歳で死去した。

## 獲得タイトル
- 第11回全日本選手権バンタム級優勝